# Angòs
Angòs (en francès Angos) és un municipi del departament francès dels Alts Pirineus, a la regió d'Occitània.

## Demografia
| 1962                                       | 1968 | 1975 | 1982 | 1990 | 1999 | 2007 |
| ------------------------------------------ | ---- | ---- | ---- | ---- | ---- | ---- |
| 117                                        | 117  | 115  | 173  | 201  | 203  | 237  |
| Des de 1962: població sense dobles comptes |      |      |      |      |      |      |

## Administració
| Període | Identitat            | Partit |
| ------- | -------------------- | ------ |
| 2001-   | Jean-Christian Amare |        |